# Kia Nurse
Pour les articles homonymes, voir Nurse.
Kia Nurse, née le 22 février 1996 à Hamilton, en Ontario, est une joueuse canadienne de basket-ball.

## Biographie
Elle est issue d'une famille sportive, son père Richard a disputé cinq saisons professionnelles en football canadien avec les Hamilton Tiger-Cats, alors que sa mère Cathy a joué en CIS pour l'Université McMaster. Sa sœur Tamika a étudié à Oregon puis Bowling Green, jouant au basket-ball dans chaque équipe, et son frère Darnell est un défenseur des Oilers d'Edmonton. Elle a également un oncle, Donovan McNabb, qui a été quarterback pendant 13 saisons en NFL et une cousine, Sarah Nurse, plusieurs fois médaillée olympique en hockey sur glace .
Elle remporte le Championnat NCAA avec les Huskies du Connecticut lors de son année freshman, où elle débute 36 des 39 rencontres disputées pour des moyennes de 10,2 points en 25 minutes par rencontre. Ses 399 points inscrits sont le nouveau record d'une freshman à Connecticut, alors que 55 interceptions sont le neuvième meilleur total d'une freshman. Pour sa première titularisation face à Creighton, elle marque 22 points (6 tirs réussis sur 7 dont 4 sur 4 à trois points) lors de cette victoire obtenue sur le score de 96 à 60. Elle est titrée une deuxième fois en 2016.
Début juin, quelques semaines après ses débuts en WNBA, lors de la rencontre face au Fever de l'Indiana, elle inscrit 34 points dont 11 en prolongation pour donner la victoire au Liberty, franchise qui l'avait draftée en avril 2018 en 10e choix.

## Équipe nationale
Le Canada dispute et remporte les Jeux panaméricains de 2015 organisés à Toronto avec 5 victoires pour aucun revers avec notamment 33 points en finale, contre les Américaines, puis remporte également l'or au Championnat des Amériques en août 2015 en disposant de Cuba en finale et elle-même étant meilleure joueuse de la compétition, ce qui qualifie directement l'équipe pour les Jeux olympiques de Rio.
Trois mois seulement après avoir été opérée d'une hernie sportive, elle prend une part déterminante dans la victoire 71 à 67 sur les championnes d'Europe, les Serbes aux Jeux de Rio avec 25 points, 5 passes décisives et 2 interceptions, alors que le Canada était mené de 18 points au milieu du troisième quart-temps. Ses 25 points s'approchent d'une unité du record de points marquées par une Canadienne lors d'une olympiade détenu par Sylvia Sweeney contre le Japon en 1976.

## Palmarès
- Championne NCAA 2015, 2016
- 2e du championnat des Amériques, 2013
- 1re du championnat des Amériques 2015[8]
- 1re des Jeux panaméricains de 2015[6]

## Distinctions personnelles
- Most Valuable Player du championnat des Amériques 2015[8]
- Freshman de l'année de la conférence AAC[2]
- Sélection au WNBA All-Star Game 2019[11].